# Falsche Welt, dir trau' ich nicht
Falsche Welt, dir trau' ich nicht (in tedesco, "Mondo fasullo, in te non credo") BWV 52 è una cantata di Johann Sebastian Bach.

## Storia
La cantata Falsche Welt, dir trau' ich nicht venne composta da Bach a Lipsia nel 1726 e fu eseguita il 24 novembre dello stesso anno in occasione della XXIII domenica dopo la Trinità. È una delle sole quattro cantate sacre di Bach composte per soprano (le altre sono Jauchzet Gott in allen Landen BWV 51, Ich bin vergnügt mit meinem Glücke BWV 84 e Mein Herze schwimmt im Blut BWV 199). Vi sono, comunque, diverse cantate profane per soprano solista (BWV 202, 204, 209 e 210). Il libretto è tratto da una poesia di Adam Reusner per il sesto movimento e da testi di autori sconosciuti per i rimanenti.
Il tema musicale dell'ultimo movimento è tratto dall'inno In dich hab' ich gehoffet, Herr del 1533 di Adam Reusner.

## Struttura
La cantata è scritta per soprano solista, coro, corno I e II, violino I e II, oboe I, II e III, fagotto, viola, organo obbligato e basso continuo ed è suddivisa in otto movimenti:
1. Sinfonia.
2. Recitativo: Falsche Welt, dir trau' ich nicht, per soprano, fagotto e continuo.
3. Aria: Immerhin, immerhin, wenn ich gleich verstoßen bin, per soprano, violini, fagotto e continuo.
4. Recitativo: Gott ist getreu, per soprano, fagotto e continuo.
5. Aria: Ich halt es mit dem lieben Gott, per soprano, oboi, fagotto e continuo.
6. Corale: In dich hab' ich gehoffet, Herr, per tutti.